# Dona Francisca
Dona Francisca es un municipio brasileño del estado de Rio Grande do Sul.
Se encuentra ubicado a una latitud de 29º37'18" Sur y una longitud de 53º21'26" Oeste, estando a una altitud de 49 metros sobre el nivel del mar. Su población estimada para el año 2004 era de 4.064 habitantes.
Ocupa una superficie de 105,38 km².

## Paleontología
Esta ciudad pertenece a geoparque de Paleorrota.
- Datos: Q1757149
- Multimedia: Dona Francisca / Q1757149

1. ↑  Worldpostalcodes.org,código postal n.º 97280-000.